# María de Corral
María de Corral López-Dóriga (Madrid, 1940) es una crítica de arte y comisaria de exposiciones española. Ha dirigido la Colección de Arte Contemporáneo de la Fundación La Caixa y el Museo Reina Sofía, además de haber sido una de las dos comisarias de la Bienal de Venecia de 2005. En 2018, un jurado reunido por la revista Yo Dona del diario español El Mundo la seleccionó como una de las 20 españolas más influyentes del arte español.

## Reseña biográfica
María de Corral estudió historia del arte en la Facultad de filosofía y letras de la Universidad Complutense de Madrid. En la década de 1970 fue la primera directora de la Galería Grupo 15, dedicada básicamente a los trabajos sobre papel que, pese a su pequeño espacio, trajo a España la obra de algunos de los nombres más sobresalientes de la escena internacional, como Jasper Johns o Sol Lewitt. A lo largo de las dos siguientes décadas, su figura fue tomando relevancia en un momento en que el arte y la cultura ocupaban un lugar más destacado en la España de la Transición, colaborando en múltiples exposiciones y proyectos, además de su involucramiento en la consolidación de la feria ARCO. En 1981 se incorporó a la Fundación "La Caixa" como directora de su Departamento de Artes Plásticas, cuya Colección de Arte Contemporáneo dirigió hasta 2002.
En diciembre de 1990, el Ministerio de Cultura la nombró directora del Museo Reina Sofía, en substitución de Tomás Llorens destituido por "incompatibilidades en su proyecto museográfico". Su perfil -menos académico, pero más ejecutivo- y la firme voluntad del Ministerio de apoyar un nuevo proyecto significó un fuerte apoyo a un museo que estaba a punto de abrir sus puertas. A lo largo de su mandato, se efectuó el traslado, ya anunciado en 1988, del Guernica de Pablo Picasso desde el Casón del Buen Retiro al Museo Reina Sofía, además de ponerse las bases para el desarrollo de su colección. María de Corral apostó entonces por una colección con un marcado acento propio, que no intentara imitar otros museos nacionales europeos, sino que estuviera en un profundo diálogo con la historia del arte español e su área de influencia. En septiembre de 1994, la ministra Carmen Alborch la destituyó tras quince meses de desencuentros y enfrentamientos, insinuando una desatención de los artistas españoles.
En agosto de 2004 el recién nombrado presidente de la Bienal de Venecia, Davide Croff, anunció que María de Corral sería, junto a Rosa Martínez, comisarias de la 51.ª edición, en 2005. Era la primera vez que este certamen era confiado a dos mujeres, ambas españolas, que presentaron dos exposiciones por separado y que tuvieron que prepararlas en solo unos pocos meses. María de Corral fue responsable de la que llevó por título La experiencia del arte y ambas exposiciones fueron visitadas por 265 000 personas.
En 2005, fue nombrada Hoffman Family Senior Curator of Contemporary Art del Museo de arte de Dallas por un período de tres años, a lo largo del cual trabajó en la reorganización de sus colecciones. Además, fue comisaria de la exposición individual dedicada al artista islandés Olaffur Eliasson.
A lo largo de su carrera ha comisariado exposiciones dentro y fuera de España: las colectivas Los años ochenta (Culturgest, Lisboa, 1998). Bienal de Pontevedra (Pontevedra, 2000) y La Colección Helga de Alvear (Centro Centro, Madrid, 2013) y las individuales de Joan Hernández Pijuan (MACBA, Barcelona, 2003). Julian Schnabel (Museo Reina Sofía, 2004), Pierre Gonnord (Museo de Bellas Artes de Sevilla, 2006) y Soledad Sevilla (Fundación Bancaja, Valencia, 2019).

## Premios y reconocimientos
Ha sido distinguida con la Medalla de Oro al mérito en las Bellas Artes en 2015 y la Orden de las Artes y las Letras de la República Francesa, en su categoría de Chevalier y Officier.